# 艾渥德
艾渥德牧师（Ernest Richmond Atwater；1865年—1900年) 是一位美国公理会传教士。
艾渥德来自俄亥俄州克利夫兰。1887年毕业于欧柏林学院，1888年与欧柏林毕业生Jennie Pond Atwater（1865-1896）结婚。1892年毕业于欧柏林神学院。1892年，32岁的艾渥德牧师受美国公理会差遣，携妻（Jennie Pond Atwater，27岁）和两个女儿Ernestine (1889–1900，3岁)和Mary (1892–1900，刚出生)一同前往中国传教，驻山西汾州。1896年11月25日，艾渥德师母Jennie在生下第四个女儿后，因并发症在汾州去世，年31岁。1897年，艾渥德娶第二任妻子, Elizabeth Graham Atwater 。
1900年义和团运动中，艾渥德牧师, 他和 Jennie的四个女儿,Ernestine（11岁）和二女儿Mary（8岁） , Celia (1894–1900),和 Bertha (1896–1900), 以及艾渥德的第二任妻子, Elizabeth Graham Atwater 全部遭到杀害。在7月9日太原屠杀中，大女儿Ernestine（11岁）和二女儿Mary（8岁）被杀。8月15日，艾渥德夫妇，和两个小女儿，同在汾州被杀。